# Duldul
Duldul (in arabo دُلْدُل‎?) era una mula del profeta islamico Maometto.
Duldul era il nome della mula grigia del Profeta, che gli era stata data dai Muḳawḳis, contemporaneamente all'asino chiamato Yaʽfūr. Dopo avergli fatto da cavalcatura durante le sue campagne, morì a Yanbuʿ così vecchia e sdentata che per nutrirla bisognava metterle in bocca l'orzo. Secondo la tradizione degli sciiti ʿAlī la cavalcò nella battaglia del Cammello e a Ṣiffīn. È un simbolo alide nell'Islam sciita.